# Амир великий бог
закиров амир великий бог порно актёр
07.09.2011
он великий человек на выхино, снимался на порно хаб до травмы черепа, потом вступил в групиировку раковая опухоль 
он начал свой путь в 2015 году, после чего поднялся на первые места по просмотрам, но ему помешали его родиьели, он получил тяжелую травму головы, и перестал сниматься в порно, но ему продолжают платить, и он живет в даннный момент в москве район выхино, гловарь групировки раковая опухоль, это почотное звание он тоже достигал очень долго и упорно, он стал великим человеком в сфере актёров, ему завидуют многие